# Ministère de l'Écologie et des Ressources naturelles
Le Ministère de l'Écologie et des Ressources naturelles de la République d'Azerbaïdjan (en azerbaïdjanais: Azərbaycan Respublikasının Ekologiya və Təbii Sərvətlər Nazirliyi) est un organisme gouvernemental du Cabinet de l'Azerbaïdjan chargé de réglementer les activités menées dans le pays en matière d'écologie, de protection de l'environnement et d'utilisation ressources de l'Azerbaïdjan. Le ministère était dirigé par Husseingoulou Baghirov. 

## Histoire
Le Ministère de l'écologie et des ressources naturelles de l'Azerbaïdjan a été créé le 23 mai 2001 en vertu du décret présidentiel n ° 485 du Président Heydar Aliyev, conformément aux réformes structurelles adoptées par le gouvernement azerbaïdjanais. Les activités actuelles du ministère étaient en cours de réalisation, parfois dupliquées par plusieurs agences gouvernementales, telles que le Comité d’observation de l’État pour l’écologie et l’utilisation des ressources naturelles, l’union Azermeché (responsable de la foresterie, le Comité d’État pour la géologie et les ressources minérales, le responsable de l’industrie de la pêche), le Comité d’État d’hydrométéorologie et ses règlements ont été décentralisés: le décret a aboli toutes ces agences et centralisé les réglementations et activités gouvernementales en les remplaçant par le nouveau ministère. 
Selon un décret n ° 548 signé par le président Heydar Aliyev le 18 septembre 2001, un "statut" lié au ministère de l'Écologie et des Ressources naturelles a été approuvé.
Chaque année, le 23 mai, le personnel du ministère célèbre sa fête professionnelle. Cette journée a été déclarée journée chômée pour le personnel en raison d’un décret signé par Ilham Aliyev et datant du 16 mai 2007.

## Structure
- Appareil du Ministère de l'Écologie et des Ressources naturelles de la République d'Azerbaïdjan (départements et secteurs).
- Département de la protection de l'environnement.
- Département du développement forestier.
- Département national de surveillance de l'environnement.
- Département de la conservation et de la protection de la biodiversité en eaux.
- Département de la conservation de la biodiversité et du développement des aires spécialement protégées.
- Département hydrométéorologique national.
- Département de l'écologie et des ressources naturelles de la ville de Bakou.
- Département expert d'Etat.
- Département de la surveillance environnementale intégrée de la mer Caspienne.
- Organes régionaux et services locaux du Ministère de l'Écologie et des Ressources naturelles de la République d'Azerbaïdjan[5].

## Organisation
Le ministre est dirigé par le ministre avec deux sous-ministres. Les principales fonctions du ministère consistent à améliorer la base de connaissances sur les ressources naturelles, le savoir-faire, l'utilisation et la protection des ressources, à assurer la protection de l'environnement, à préserver la diversité biologique des ressources, à réglementer les activités d'exploitation des ressources biologiques dans les eaux intérieures et la partie azerbaïdjanaise de la mer Caspienne, leur protection et leur préservation; renforcement de la base de connaissances sur la géologie du pays, protection des ressources minérales; élaboration de règlements sur les utilisations, l’élargissement, la création, la protection des forêts; assurer la protection de l'environnement dans les lieux peuplés, etc. Le ministère diffuse également des informations sur la situation environnementale dans les territoires occupés de l'Azerbaïdjan, telles que la destruction de forêts dans la région de rayon de Fizuli en Azerbaïdjan.
En 2017, la majeure partie de l'argent du budget de l'État a été dépensée pour le développement et l'expansion des forêts. Comme prévu, le ministère a consacré environ 13 milliards de dollars australiens à ce secteur écologique. Actuellement, il y a près de 1,5 milliard d'hectares de forêts en Azerbaïdjan. Une attention particulière est accordée aux régions telles que Barda, Beylagan, Yevlakh, Zardab, Lankaran, Chamakhi et Bakou.
Le ministère s'efforce également de réduire le nombre d'arbres abattus.